# Alfred Stepan
Pour les articles homonymes, voir Stepan.
 (septembre 2017).
Si vous disposez d'ouvrages ou d'articles de référence ou si vous connaissez des sites web de qualité traitant du thème abordé ici, merci de compléter l'article en donnant les références utiles à sa vérifiabilité et en les liant à la section « Notes et références ».
Alfred Stepan est Wallace Sayre Professor of Government à SIPA (université Columbia), département dont il a été le doyen de 1983 à 1993. 

## Carrière académique
Alfred Stepan a effectué son Ph.D. à l’université Columbia, et a ensuite enseigné à l'université Yale puis à Oxford (All Souls College). Il est le directeur du Centre d’étude de la démocratie, de la tolérance et de la religion (CDTR) et co-directeur de l’Institut pour la religion, culture et vie publique (IRCPL). Il a fondé et préside l’université d'Europe centrale à Budapest, Prague et Varsovie et est l’ancien directeur du Consilium on International and Area Studies à Yale. Il est aussi le doyen de la SIPA à l’université Columbia.
Ses derniers livres sont Democracy in Multinational Societies; India and other Polities (publié avec Juan J. Linz et Yogendra Yadav (en) chez Johns Hopkins University Press en 2010) et Democracies in Danger (toujours chez Johns Hopkins University Press, en 2009). En 2012, il a reçu le prix Karl Deutsch, la plus haute récompense dans les disciplines de science politique et de politique comparée. 

## Recherche
Alfred Stepan s’intéresse à la politique comparée, aux théories des transitions démocratiques, au fédéralisme et aux systèmes religieux mondiaux. Grand spécialiste de la démocratie, il a été amené, ces deux dernières années, à effectuer son terrain en Inde, en Indonésie, au Sri Lanka, en Israël/Palestine et au Brésil.